# Maria Margaretha la Fargue
Maria Margaretha la Fargue, née en 1743 à La Haye et morte en 1813 dans la même ville, est une peintre du XVIIIe siècle originaire du nord des Pays-Bas.

## Biographie

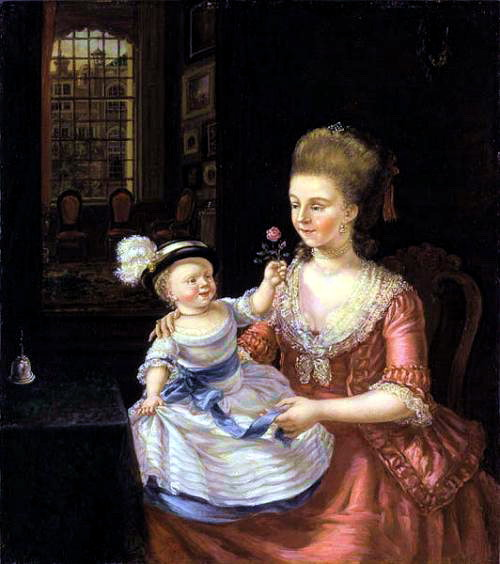
Mère et enfant

Maria Margaretha la Fargue naît le 29 décembre 1743 à La Haye.
Elle est la fille du notaire et pamphlétaire orangiste Jean Thomas la Fargue (vers 1700-1774) et de Charlotte Constantia van Nieuwland (1703 -1785). Son père est issu d'une famille huguenote, l'origine de sa mère est méconnue. Malgré une importante dot de la mère - une capital de 25 000 florins - la famille semble vivre plus ou moins au bord de la faillite.
Elle apprend à dessiner et à peindre auprès de ses frères Paulus Constantijn la Fargue (1729-1782) et Jacob Elias la Fargue (en) (1735-1776?), qui sont probablement des autodidactes. Maria la Fargue réalise principalement des scènes de genre, parfois aussi des scènes de rue et parfois des portraits et des paysages urbains.
Avec ses frères, elle travaille dans un atelier familial où ils produisaient des estampes et des illustrations pour des livres. Par exemple, elle réalise des estampes pour Haagsche princelyke et koninglyke almanach de 1788. Après la faillite de l'atelier, elle commence à donner des cours de dessin. Cependant, il lui devient de plus en plus difficile de joindre les deux bouts, jusqu'à ce qu'elle devienne dépendante de la dispensation de l'Église.
Maria Margaretha la Fargue est célibataire.
Dans les dernières années de sa vie, elle déménage plusieurs fois, jusqu'à ce qu'elle finisse à l'hôpital et à la maison de l'ordre au Lange Beestenmarkt, où elle meurt dans la pauvreté le 21 avril 1813.